# Wenezuela na Letnich Igrzyskach Olimpijskich 1984
Wenezuelę na Letnich Igrzyskach Olimpijskich w 1984 roku reprezentowało 26 zawodników (25 mężczyzn i 1 kobieta) w 10 dyscyplinach. Zdobyli łącznie 3 brązowe medale, plasując swój kraj na 28. miejscu w klasyfikacji medalowej igrzysk.
Był to jedenasty występ tego kraju na letniej olimpiadzie. Chorążym ekipy był lekkoatleta William Wuycke.

## Medaliści

### Brązowe medale
| Zawodnik          | Dyscyplina | Konkurencja                      |
| ----------------- | ---------- | -------------------------------- |
| Marcelino Bolívar | Boks       | waga papierowa mężczyzn          |
| Omar Catari       | Boks       | waga piórkowa mężczyzn           |
| Rafael Vidal      | Pływanie   | 200 m stylem motylkowym mężczyzn |

## Wyniki zawodników

### Boks

#### Mężczyźni
| Zawodnik          | Konkurencja    | 1/32 finału                                 | 1/16 finału                                     | 1/8 finału                                    | Ćwierćfinały                                  | Półfinały                                   | Finał            | Pozycja  | Źródło |
| Zawodnik          | Konkurencja    | Przeciwnik Wynik                            | Przeciwnik Wynik                                | Przeciwnik Wynik                              | Przeciwnik Wynik                              | Przeciwnik Wynik                            | Przeciwnik Wynik | Pozycja  | Źródło |
| ----------------- | -------------- | ------------------------------------------- | ----------------------------------------------- | --------------------------------------------- | --------------------------------------------- | ------------------------------------------- | ---------------- | -------- | ------ |
| Marcelino Bolívar | waga papierowa | —                                           | Nelson Jamili Zwycięstwo na punkty (287-279)    | Agapito Gómez Zwycięstwo na punkty (296-284)  | Carlos Motta Zwycięstwo na punkty (296-287)   | Paul Gonzales Porażka na punkty (300-279)   | NQ               | brąz     | [ 3 ]  |
| Manuel Vilchez    | waga kogucia   | John Siryakibbe Porażka na punkty (293-289) | NQ                                              | NQ                                            | NQ                                            | NQ                                          | NQ               | 33.- 35. | [ 4 ]  |
| Omar Catarí       | waga piórkowa  | BYE                                         | Azzedine Said Zwycięstwo przez TKO w 2. rundzie | Satoru Higashi Zwycięstwo na punkty (297-287) | Park Hyeong-Ok Zwycięstwo na punkty (295-290) | Meldrick Taylor Porażka na punkty (300-278) | NQ               | brąz     | [ 5 ]  |

### Judo

#### Mężczyźni
| Zawodnik     | Konkurencja   | 1/32 finału      | 1/16 finału      | 1/8 finału       | Ćwierćfinały     | Repasaże | Półfinały        | Finał            | Pozycja  | Źródło |
| Zawodnik     | Konkurencja   | Przeciwnik Wynik | Przeciwnik Wynik | Przeciwnik Wynik | Przeciwnik Wynik | Repasaże | Przeciwnik Wynik | Przeciwnik Wynik | Pozycja  | Źródło |
| ------------ | ------------- | ---------------- | ---------------- | ---------------- | ---------------- | -------- | ---------------- | ---------------- | -------- | ------ |
| Luis Sequera | waga półlekka | Franc Očko Porażka                 | NQ               | NQ               | NQ               | NQ       | NQ               | NQ               | 20.- 32. | [ 6 ]  |

### Kolarstwo

#### Mężczyźni
| Zawodnik        | Konkurencja                | Czas (Strata do zwycięzcy) | Pozycja | Źródło |
| --------------- | -------------------------- | -------------------------- | ------- | ------ |
| Enrique Campos  | Wyścig ze startu wspólnego | +4:10                      | 16.     | [ 8 ]  |
| Fernando Correa | Wyścig ze startu wspólnego | +22:20                     | 51.     | [ 8 ]  |

### Lekkoatletyka

#### Konkurencje biegowe

##### Mężczyźni
| Zawodnik       | Konkurencja                | Eliminacje | Eliminacje | Ćwierćfinały | Ćwierćfinały | Półfinały | Półfinały | Finał | Finał   | Źródło |
| Zawodnik       | Konkurencja                | Czas       | Pozycja    | Czas         | Pozycja      | Czas      | Pozycja   | Czas  | Pozycja | Źródło |
| -------------- | -------------------------- | ---------- | ---------- | ------------ | ------------ | --------- | --------- | ----- | ------- | ------ |
| William Wuycke | Bieg na 800 m              | 1:46.88    | 2. Q       | 1:46.17      | 4. Q         | 1:47.32   | 7.        | NQ    | NQ      | [ 9 ]  |
| Oswaldo Zea    | Bieg na 400 m przez płotki | 51.44      | 7.         | —            | —            | NQ        | NQ        | NQ    | NQ      | [ 10 ] |

#### Wieloboje

##### Mężczyźni
| Zawodnik          | Konkurencja   |          | 100 m   | Skok w dal | Pchnięcie kulą | Skok wzwyż | 400 m   | 110 m przez płotki | Rzut dyskiem | Skok wzwyż | Rzut Oszczepem | 1500 m  | Końcowy Wynik | Źródło |
| ----------------- | ------------- | -------- | ------- | ---------- | -------------- | ---------- | ------- | ------------------ | ------------ | ---------- | -------------- | ------- | ------------- | ------ |
| Douglas Fernández | Dziesięciobój | Rezultat | 11.59   | 6,74 m     | 13,12 m        | 1,88 m     | 49.83   | 16.05              | 43,52 m      | 4,40 m     | 67,12 m        | 4:23.96 | 18.           | [ 11 ] |
| Douglas Fernández | Dziesięciobój | Punkty   | 668 pkt | 765 pkt    | 672 pkt        | 751 pkt    | 813 pkt | 744 pkt            | 754 pkt      | 909 pkt    | 846 pkt        | 631 pkt | 7553 pkt      | [ 11 ] |

### Pływanie

#### Mężczyźni
| Zawodnik                                                           | Konkurencja              | Eliminacje | Eliminacje | Finał A/B | Finał A/B | Pozycja | Źródło |
| Zawodnik                                                           | Konkurencja              | Czas       | Pozycja    | Czas      | Pozycja   | Pozycja | Źródło |
| ------------------------------------------------------------------ | ------------------------ | ---------- | ---------- | --------- | --------- | ------- | ------ |
| Alberto Mestre                                                     | 100 m stylem dowolnym    | 50.99      | 1. Q (A)   | 50.70     | 6.        | 6.      | [ 12 ] |
| Alberto Mestre                                                     | 200 m stylem dowolnym    | 1:50.73    | 1. Q (A)   | 1:50.23   | 5.        | 5.      | [ 12 ] |
| Jean-Marie François                                                | 200 m stylem dowolnym    | 1:55.28    | 5.         | NQ        | NQ        | 29      | [ 13 ] |
| Jean-Marie François                                                | 400 m stylem dowolnym    | 4:03.08    | 5.         | NQ        | NQ        | 24      | [ 13 ] |
| Giovanni Frigo                                                     | 100 m stylem grzbietowym | 59.34      | 2.         | NQ        | NQ        | 25.     | [ 14 ] |
| Giovanni Frigo                                                     | 200 m stylem grzbietowym | 2:07.56    | 5.         | NQ        | NQ        | 21.     | [ 14 ] |
| Jorge Henáo                                                        | 100 m stylem klasycznym  | 1:09.01    | 6.         | NQ        | NQ        | 40.     | [ 15 ] |
| Jorge Henáo                                                        | 200 m stylem klasycznym  | 2:28.03    | 6.         | NQ        | NQ        | 31.     | [ 15 ] |
| Rafael Vidal                                                       | 100 m stylem motylkowym  | 54.33      | 1. Q (A)   | 54.27     | 4.        | 4.      | [ 16 ] |
| Rafael Vidal                                                       | 200 m stylem motylkowym  | 1:59.15    | 2. Q (A)   | 1:57.51   | 3.        | brąz    | [ 16 ] |
| Alberto José Umaña                                                 | 200 m stylem motylkowym  | 2:05.29    | 5.         | NQ        | NQ        | 24.     | [ 17 ] |
| Alberto Mestre Alberto José Umaña Rafael Vidal Jean-Marie François | 4x100 m stylem dowolnym  | 3:30.24    | 3.         | NQ        | NQ        | 12.     | [ 18 ] |
| Jean-Marie François Alberto José Umaña Rafael Vidal Alberto Mestre | 4x200 m stylem dowolnym  | 7:31.79    | 4.         | NQ        | NQ        | 10.     | [ 19 ] |
| Giovanni Frigo Jorge Henáo Rafael Vidal Alberto Mestre             | 4x100 m stylem zmiennym  | 3:55.12    | 4.         | NQ        | NQ        | 13.     | [ 20 ] |

### Pływanie synchroniczne
| Zawodniczka    | Konkurencja | Układ figurowy | Układ figurowy | Kwalifikacje | Kwalifikacje | Finał | Finał   | Źródło |
| Zawodniczka    | Konkurencja | Wynik          | Pozycja        | Wynik        | Pozycja      | Wynik | Pozycja | Źródło |
| -------------- | ----------- | -------------- | -------------- | ------------ | ------------ | ----- | ------- | ------ |
| Ana Amicarella | Solo kobiet | 85.100         | 20. Q          | 173.700      | 9.           | NQ    | NQ      | [ 21 ] |

### Skoki do wody

#### Mężczyźni
| Zawodnik       | Konkurencja    | Kwalifikacje | Kwalifikacje | Finał | Finał   | Źródło |
| Zawodnik       | Konkurencja    | Wynik        | Pozycja      | Wynik | Pozycja | Źródło |
| -------------- | -------------- | ------------ | ------------ | ----- | ------- | ------ |
| Carlos Isturiz | Trampolina 3 m | 483.00       | 21.          | NQ    | NQ      | [ 22 ] |

### Szermierka

#### Mężczyźni
| Zawodnik               | Konkurencja     | Eliminacje | Eliminacje       | Ćwierćfinał | Ćwierćfinał      | Półfinał | Półfinał         | Grupa finałowa | Grupa finałowa   | Pozycja | Źródło |
| Zawodnik               | Konkurencja     | Bilans     | Miejsce w grupie | Bilans      | Miejsce w grupie | Bilans   | Miejsce w grupie | Bilans         | Miejsce w grupie | Pozycja | Źródło |
| ---------------------- | --------------- | ---------- | ---------------- | ----------- | ---------------- | -------- | ---------------- | -------------- | ---------------- | ------- | ------ |
| José Rafael Magallanes | Floret mężczyzn | 4-1        | 2. Q             | 2-2         | 3. Q             | 0-5      | 6.               | NQ             | NQ               | 24.     | [ 23 ] |
| José Rafael Magallanes | Szpada mężczyzn | 2-2        | 4. Q             | 1-4         | 5.               | NQ       | NQ               | NQ             | NQ               | 39.     | [ 24 ] |
| Ildemaro Sánchez       | Szabla mężczyzn | 1-3        | 4. Q             | 1-3         | 4. Q             | 0-5      | 6.               | NQ             | NQ               | 24.     | [ 25 ] |

### Żeglarstwo
| Zawodnicy                  | Konkurencja |         | Wyścig | Wyścig | Wyścig | Wyścig | Wyścig | Wyścig | Wyścig | Wynik końcowy | Źródło |
| Zawodnicy                  | Konkurencja | 1       | 2      | 3      | 4      | 5      | 6      | 7      |        | Wynik końcowy | Źródło |
| -------------------------- | ----------- | ------- | ------ | ------ | ------ | ------ | ------ | ------ | ------ | ------------- | ------ |
| Christian Flebbe John Drew | Klasa Star  | Pozycja | 12.    | 10     | 12.    | 14.    | 17.    | 13.    | DNF    | 15.           | [ 26 ] |
| Christian Flebbe John Drew | Klasa Star  | Punkty  | 18 pkt | 16 pkt | 18 pkt | 20 pkt | 23 pkt | 19 pkt | 26 pkt | 114 pkt       | [ 26 ] |